# Lægdebeskatning

## Lægdebeskatning (i ældre tid)
Det første fundament for bøndernes beskatning under landskabslovene var deres inddeling i de forskellige klasser: Selvejerne eller de jordegne bønder betalte størst skat til Kronen som oftest hver 10 bønder 10 Rdl.; de blev af lensmanden lagt i lægder på 10 hver, og skatten atter lignet på de enkelte i lægdet, således at »den Rige skulde hjælpe den Fattige«; fæstebønderne gav i almindelighed det halve mod selvejerbønder og lagdes i lægder på samme måde. Også adelens fæstebønder måtte skatte med, når de ikke udtrykkelig var undtagne. Dog blev Adelens ugedagsmænd ordentligvis undtagne o: de, der præsterede hoveriarbejde én dag om ugen eller oftere, hvorhos fordredes, at de skulde bo i samme sogn, hvori sædegården lå, og dennes avl drives af vedkommende adelige selv m. v.
Ugedagsmændene ved Kongens gårde og klostrene gav ordentligvis kun halvt mod fæstebønderne; gårdsæder, husmænd, boelsmænd m.fl. samt Inderster, pebersvende og tjenestekarle, »som have Kornsæd« eller »som tjene for fuld Løn« blev alle beskattede på forskellig måde, dels lige med fæstere eller ugedagsmænd, dels mindre; de synes også at være blevne lagte i lægder; møllere og adskillige landsbyhåndværkere betalte i almindeligvis halvt imod selvejerne, herunder også »Kieltringer« eller kedelflikkerne.
De extraordinære skatter bestode især i Pengeskatter, Madskatter og Kobberskatter.

## Øvrige pligter i lægderne
Det andet fundament for bøndernes beskatning var besiddelsen af kvæg, ei blot egentligt Hornkvæg, men også heste, får, sviin. Af de større kreaturer betaltes i almindelighed 4 Sk. pr. Høved, af de mindre 1 Sk.

## Bøndernes Krigstjeneste.
Udskrivning var i almindelighed alle mandspersoner af landalmuen på over 16 år underkastede; dog vare Adelens ugedagsmænd oftest fritagne. Sædvanligvis lagdes bønderne i lægder, så at der af hver 10., stundom endog af hver 5., udskreves 1, der skulde forsynes med værge (våben) og underholdning af de andre i lægdet. Denne udskrivning blev ofte forandret til en skat, således at fx hver 20 mand lagdes i lægder og gave Kongen 20 mark om måneden til at besolde krigsfolk med.
Hvorvidt Kongen behøvede samtykke til at beskatte bønderne i denne periode beroede på håndfæstningernes udtryk og ord herom. Efter Chr. 3.s og Fred. 2.s Håndfæstninger synes de ei at have behøvet det, uden når de vilde lægge skat på Adelens fæstere, i hvilket tilfælde Rigsrådets samtykke måtte indhentes, eller på Adelens ugedagsmænd, hvori den vedkommende adelige selv måtte samtykke. Dog findes samtykke også ofte at være indhentet uden egentlig retlig nødvendighed, stundom endog fra bønderne selv, formodentlig for at fremkalde en større beredvillighed til at yde. 
Det var i almindelighed lensmanden, men stundom også særlige dertil beskikkede mænd, der sørgede for skatternes indkrævning og aflevering. I mangel af betaling anvendtes udpantning somt tvangsmiddel.